# Las bibliotecas populares y parroquiales
Las bibliotecas populares y parroquiales és un llibre escrit per Antoni Maria Claret i Clarà, i publicat per primera vegada a Madrid, per la Impremta d'Eusebio Aguado l'any 1864.
Segons Hibbs-Lissorgues, "la instauración de estas bibliotecas constituye probablemente una de las iniciativas más interesantes del Padre Claret y la de institución eclesiástica en general en materia de comunicación social". El llibre tracta sobre la finalitat i l'organització d'aquestes biblioteques, des d'una visió professional molt innovadora per l'època, així com les "reflexiones verdaderamente profesionales del Padre Claret en materia de política del libro y del impreso". Aquest petit opuscle representa un primer manual en la matèria en època moderna, que s'enfoca d'una manera global, ja que "se asocian todos los aspectos relacionados con las cuestiones materiales del libro: el precio, el tamaño, el contenido, pero también el destinatario así como la organización del préstamo y del espacio dedicado a la lectura, sin olvidar consideraciones sobre los requisitos impuestos al oficio de bibliotecario."
L'execució pràctica d'aquesta iniciativa teòrica de biblioteques populars i parroquials havia d'anar a càrrec de l'Academia de San Miguel, que el mateix Claret va fundar l'any 1858, i que fou aprovada pel govern espanyol el 6 de maig de 1859. Fou un projecte de clara inspiració catòlica, que pretenia "aglutinar a intelectuales y artistas para que “se asocien para fomentar las ciencias y las artes bajo el aspecto religioso, aunar sus esfuerzos para combatir los errores, propagar los buenos libros y con ellos las buenas doctrinas”. Segons sembla, abans de la publicació de la primera edició del llibre, “la Academia de San Miguel había establecido ya unas cincuenta”. Cristóbal Fernández també xifra en unes cinquanta la quantitat de biblioteques que es van crear abans de la publicació del llibre, el mateix any 1864, mentre que Ricardo Aragó parla de quaranta-set biblioteques creades fins al mes de febrer de 1868. Finalment, Gil Solés, a partir de l'estudi de les memòries del propi Claret, xifra en 48 les biblioteques que es van crear. A partir de 1865, un any després de la primera publicació del llibre, es va crear una xarxa amb desenes de biblioteques populars i parroquials. Malgrat tot, “dado que éstas no estaban confederadas, y por lo mismo no había registro de las mismas, es muy difícil averiguar el número de las que se fueron creando”.

## Capítols
El llibre s'estructura al voltant de sis capítols:
- Capítol I: De la necesidad de las bibliotecas populares y parroquiales
- Capítol II: De la utilidad de la lectura de buenos libros
- Capítol III: Del modo de erigir las Bibliotecas populares y parroquiales.–.Dónde se han de erijir.–.Quién las ha de aprobar.–. Deberes del Bibliotecario
- Capítol IV: De la facilidad con que se puede empezar una Biblioteca.– Cómo se puede aumentar el número de libros.– Qué se ha practicar para tener los libros en orden.
- Capítol V: Del tamaño de los libros.– Precauciones que se deben tomar para conservar los libros.– Encargos que debe dar el bibliotecario á los que presta libros.– Qué debe practicar el bibliotecario para que no se le pierdan los libros.– En dónde se ha de proveer para aumentar el número de libros.
- Capítol VI: De los libros por los que se han de empezar á formar las Bibliotecas populares y parroquiales

El llibre s'acaba amb unes Advertencias finals. En molts capítols, Claret "emplea en varios capítulos la forma dialogada más acomodada la lectorado popular. Sus respuestas intentan esclarecer las dificultades prácticas que conlleva la organización de estas bibliotecas, y apuntan hacia la participación de los seglares militantes de la Acción Católica".

## Edicions
Hi ha dues edicions diferents de la mateixa obra:
- La primera edició, editada el 1864 a Madrid per la Impremta i Llibreria d'Eusebio Aguado; té 29 pàgines i mesura 14 cm d'alçada.[11]
- I una segona edició, editada l'any 1865 a Barcelona per la Impremta de l'Hereu de Pau Riera; té 32 pàgines i mesura 12 cm d'alçada.[12]

Entre ambdues edicions hi ha petites diferències quant a la disposició i maquetació del text, així com a l'ortografia usada.